# Oberhelfenschwil
Oberhelfenschwil är en ort och kommun i distriktet Toggenburg i kantonen Sankt Gallen, Schweiz. Kommunen har 1 249 invånare (2021).